# Rotala pterocalyx
Rotala pterocalyx är en fackelblomsväxtart som beskrevs av A. Raynal. Rotala pterocalyx ingår i släktet Rotala och familjen fackelblomsväxter. Inga underarter finns listade i Catalogue of Life.